# Ugo Tomeazzi
Ugo Tomeazzi (Bomporto, Provincia de Módena, 24 de diciembre de 1940) es un exentrenador y exfutbolista italiano, que se desempeñaba como centrocampista o delantero.

## Trayectoria como jugador
Formado en las categorías juveniles del Modena, disputó dos temporadas en la Serie B con el primer equipo, en la segunda de las cuales marcó 11 goles, que no fueron suficientes para evitar el descenso a la Serie C.
En 1960 pasó al Inter de Milán, pero no llegó a jugar; luego firmó con el Torino, con el cual debutó en la Serie A el 13 de noviembre de 1960 en el Derbi de Turín ante la Juventus (0-0); disputó 22 partidos, con 3 goles, en el campeonato 1960-1961.
Al final de la temporada cambió nuevamente de equipo, trasladándose al Napoli, donde jugó 2 temporadas y ganó la Copa Italia 1961-62.

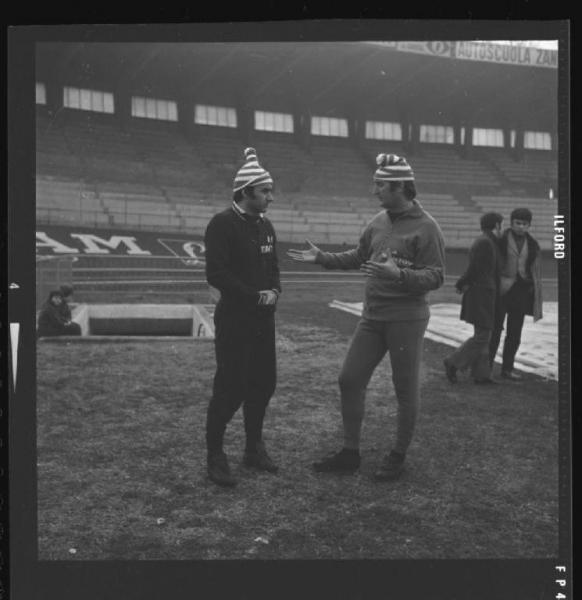
Renzo Uzzecchini y Ugo Tomeazzi durante un entrenamiento del Mantova, enero de 1972.

En 1963 pasó al Mantova, equipo del que se convertiría en un símbolo, donde totalizó 227 presencias y 19 goles en 9 temporadas (5 en la Serie A y 4 en la Serie B), logrando dos ascensos a la máxima categoría (temporadas 1965-66 y 1970-71). Al término de la temporada 1971-72, que concluyó con el descenso a la Serie B, dejó el equipo y disputó las últimas temporadas de su carrera en la Serie C con Monza y Ravenna.

### Selección nacional
Participó con la Selección Olímpica italiana en los Juegos Olímpicos de Roma 1960, donde terminaron en cuarto lugar, con 4 presencias y 2 goles, incluido el partido por la medalla de bronce, que perdieron contra Hungría.

## Trayectoria como entrenador
Comenzó su carrera como entrenador en el Mantova en la Serie C, donde dirigió hasta la temporada 1979-80, cuando fue destituido tras un mal inicio de temporada. En 1982, mientras estaba al frente del equipo juvenil de la S.P.A.L., reemplazó a Titta Rota como entrenador del primer equipo, pero no pudo evitar el descenso a la Serie C1. Entre 1983 y 1985 dirigió al Rovigo durante dos temporadas en la Serie D. Posteriormente logró el ascenso a la Serie C2 con Suzzara y a la Serie C1 con Carpi, el primero en la historia del club, con un equipo que fue repescado de la categoría "Interregionale". Permaneció en el banquillo del Carpi durante las siguientes tres temporadas en la tercera división, pero luego regresó al Mantova en 1992, donde consiguió inmediatamente el ascenso a la Serie C1; en la temporada siguiente fue inicialmente reemplazado por Gianfranco Bellotto, pero luego volvió al banquillo del Mantova, llevando al equipo a los playoffs.
Tras la quiebra del Mantova, en 1994, sustituyó a Ferruccio Mazzola en el Modena, todavía en la Serie C1, y luego reemplazó a Giancarlo D'Astoli en el banquillo del Fiorenzuola, aunque sin lograr llegar a los playoffs. En la temporada 2000-2001 volvió por tercera vez al Mantova, como responsable del área técnica.

## Clubes

### Como jugador
| Club           | País   | Año       |
| -------------- | ------ | --------- |
| Modena         | Italia | 1958-1960 |
| Inter de Milán | Italia | 1960      |
| Torino         | Italia | 1960-1961 |
| Napoli         | Italia | 1961-1963 |
| Mantova        | Italia | 1963-1972 |
| Monza          | Italia | 1972-1973 |
| Ravenna        | Italia | 1973-1974 |

### Como entrenador
| Club        | País   | Año       |
| ----------- | ------ | --------- |
| Mantova     | Italia | 1976-1979 |
| S.P.A.L.    | Italia | 1982      |
| Rovigo      | Italia | 1983-1985 |
| Suzzara     | Italia | 1985-1988 |
| Carpi       | Italia | 1988-1992 |
| Mantova     | Italia | 1992-1994 |
| Modena      | Italia | 1994-1995 |
| Fiorenzuola | Italia | 1996      |